# Vlad-George Nădejde
Vlad-George Nădejde (n. 14 februarie 1969) este un deputat român în legislatura 2000-2004, ales în județul Hunedoara pe listele PSDR. A trecut în 2004 la PRM.

## Legături externe
- Vlad-George Nădejde Arhivat în 16 aprilie 2021, la Wayback Machine. la cdep.ro

1. ↑  Nadejde Vlad-George, www.cdep.ro, arhivat din original la 16 aprilie 2021, accesat în 22 aprilie 2024